# Alice Canepa
Pour les articles homonymes, voir Canepa.
Alice Canepa, née le 30 avril 1978 à Finale Ligure en Italie est une joueuse de tennis italienne, professionnelle depuis le milieu des années 1990.
Elle n'a remporté aucun tournoi WTA, se consacrant essentiellement aux épreuves du circuit ITF (24 titres dont 19 en double).

## Palmarès

### Titre en double dames
Aucun

### Finales en double dames
| No | Date       | Nom et lieu du tournoi           | Catégorie | Dotation  | Surface      | Vainqueures                         | Partenaire    | Score    |          |
| -- | ---------- | -------------------------------- | --------- | --------- | ------------ | ----------------------------------- | ------------- | -------- | -------- |
| 1  | 04-07-1994 | Torneo Internazionale Palerme    | Tier IV   | 100 000 $ | Terre (ext.) | Ruxandra Dragomir Laura Garrone     | Giulia Casoni | 6-1, 6-0 | Parcours |
| 2  | 18-07-2006 | Internazionali Femminili Palerme | Tier IV   | 145 000 $ | Terre (ext.) | Janette Husárová Michaëlla Krajicek | Giulia Gabba  | 6-0, 6-0 | Parcours |
| 3  | 16-07-2007 | Internazionali Femminili Palerme | Tier IV   | 145 000 $ | Terre (ext.) | Mariya Koryttseva Darya Kustova     | Karin Knapp   | 6-4, 6-1 | Parcours |

## Parcours en Grand Chelem

### En simple
N'a jamais participé à un tableau final.

### En double dames
| Année | Open d'Australie             | Open d'Australie           | Internationaux de France     | Internationaux de France | Wimbledon                     | Wimbledon                 | US Open                    | US Open                 |
| ----- | ---------------------------- | -------------------------- | ---------------------------- | ------------------------ | ----------------------------- | ------------------------- | -------------------------- | ----------------------- |
| 1999  | 1er tour (1/32) T. Garbin    | Silvia Farina K. Habšudová | -                            | -                        | -                             | -                         | -                          | -                       |
| 2000  | -                            | -                          | 2e tour (1/16) Giulia Casoni | Chanda Rubin S. Testud   | 1er tour (1/32) Giulia Casoni | Kim Clijsters Tina Pisnik | 2e tour (1/16) Eva Dyrberg | C. Martínez P. Tarabini |
| 2001  | 2e tour (1/16) Maja Matevžič | Nicole Pratt Shaughnessy   | -                            | -                        | -                             | -                         | -                          | -                       |
| 2003  | 2e tour (1/16) M. Sequera    | S. Kuznetsova Navrátilová  | -                            | -                        | -                             | -                         | -                          | -                       |

Sous le résultat, la partenaire ; à droite, l’ultime équipe adverse.

## Classements WTA en fin de saison

### En simple
| Année | 1994 | 1995 | 1996 | 1997 | 1998 | 1999 | 2000 | 2001 | 2002 | 2003 | 2004 | 2005 | 2006 | 2007 |
| Rang  | 424  | 313  | 341  | 243  | 216  | 183  | 195  | 452  | 692  | 331  | 181  | 226  | 298  | 731  |

Source : (en) « Classements de Alice Canepa », sur le site officiel du WTA Tour

### En double
| Année | 1994 | 1995 | 1996 | 1997 | 1998 | 1999 | 2000 | 2001 | 2002 | 2003 | 2004 | 2005 | 2006 | 2007 |
| Rang  | 181  | 195  | 188  | 430  | 122  | 130  | 101  | 289  | 421  | 197  | 290  | 398  | 286  | 276  |

Source : (en) « Classements de Alice Canepa », sur le site officiel du WTA Tour